# Papuchelifer exiguus
Espèce
Papuchelifer exiguus est une espèce de pseudoscorpions de la famille des Cheliferidae.

## Distribution
Cette espèce est endémique de Nouvelle-Guinée occidentale en Indonésie. Elles se rencontrent vers Orensbari.

## Description
La femelle holotype mesure 1,4 mm

## Publication originale
- Beier, 1965 : Die Pseudoscorpioniden Neu-Guineas und der benachbarten Inseln. Pacific Insects, vol. 7, no 4, p. 749-796 (texte intégral).